# Lista över olympiska medaljörer i längdskidåkning
Detta är en lista över samtliga medaljörer i stavhopp.
| Lista över grenar | Lista över grenar                                         |
| ----------------- | --------------------------------------------------------- |
| Herrar            | 15 km • 50 km • Dubbeljakt • Sprint • Stafett • Lagsprint |
| Damer             | 10 km • 30 km • Dubbeljakt • Sprint • Stafett • Lagsprint |
| Borttagna         | 10 km herrar • 30 km herrar • 5 km damer • 15 km damer    |

## Herrar

### 18 km och 15 km
| Spel                                    | Guld                                    | Silver                                                | Brons                                             |
| 18 kilometer                            |                                         |                                                       |                                                   |
| Chamonix 1924 Detaljer...               | Thorleif Haug · Norge                   | Johan Grøttumsbråten · Norge                          | Tapani Niku · Finland                             |
| Sankt Moritz 1928 Detaljer...           | Johan Grøttumsbråten · Norge            | Ole Hegge · Norge                                     | Reidar Ødegaard · Norge                           |
| Lake Placid 1932 Detaljer...            | Sven Utterström · Sverige               | Axel Wikström · Sverige                               | Veli Saarinen · Finland                           |
| Garmisch-Partenkirchen 1936 Detaljer... | Erik August Larsson · Sverige           | Oddbjørn Hagen · Norge                                | Pekka Niemi · Finland                             |
| Sankt Moritz 1948 Detaljer...           | Martin Lundström · Sverige              | Nils Östensson · Sverige                              | Gunnar Eriksson · Sverige                         |
| Oslo 1952 Detaljer...                   | Hallgeir Brenden · Norge                | Tapio Mäkelä · Finland                                | Paavo Lonkila · Finland                           |
| 15 kilometer                            |                                         |                                                       |                                                   |
| Cortina d’Ampezzo 1956 Detaljer...      | Hallgeir Brenden · Norge                | Sixten Jernberg · Sverige                             | Pavel Koltjin · Sovjetunionen                     |
| Squaw Valley 1960 Detaljer...           | Håkon Brusveen · Norge                  | Sixten Jernberg · Sverige                             | Veikko Hakulinen · Finland                        |
| Innsbruck 1964 Detaljer...              | Eero Mäntyranta · Finland               | Harald Grønningen · Norge                             | Sixten Jernberg · Sverige                         |
| Grenoble 1968 Detaljer...               | Harald Grønningen · Norge               | Eero Mäntyranta · Finland                             | Gunnar Larsson · Sverige                          |
| Sapporo 1972 Detaljer...                | Sven-Åke Lundbäck · Sverige             | Fjodor Simasjov · Sovjetunionen                       | Ivar Formo · Norge                                |
| Innsbruck 1976 Detaljer...              | Nikolaj Bazjukov · Sovjetunionen        | Jevgenij Beljajev · Sovjetunionen                     | Arto Koivisto · Finland                           |
| Lake Placid 1980 Detaljer...            | Thomas Wassberg · Sverige               | Juha Mieto · Finland                                  | Ove Aunli · Norge                                 |
| Sarajevo 1984 Detaljer...               | Gunde Svan · Sverige                    | Aki Karvonen · Finland                                | Harri Kirvesniemi · Finland                       |
| Calgary 1988 Detaljer...                | Michail Devjatjarov · Sovjetunionen     | Pål Gunnar Mikkelsplass · Norge                       | Vladimir Smirnov · Sovjetunionen                  |
| 1992-1998                               | Inte en del av det olympiska programmet | Inte en del av det olympiska programmet               | Inte en del av det olympiska programmet           |
| Salt Lake City 2002 Detaljer...         | Andrus Veerpalu · Estland               | Frode Estil · Norge                                   | Jaak Mae · Estland                                |
| Turin 2006 Detaljer...                  | Andrus Veerpalu · Estland               | Lukáš Bauer · Tjeckien                                | Tobias Angerer · Tyskland                         |
| Vancouver 2010 Detaljer...              | Dario Cologna · Schweiz                 | Pietro Piller Cottrer · Italien                       | Lukáš Bauer · Tjeckien                            |
| Sotji 2014 Detaljer...                  | Dario Cologna · Schweiz                 | Johan Olsson · Sverige                                | Daniel Richardsson · Sverige                      |
| Pyeongchang 2018 Detaljer...            | Dario Cologna · Schweiz                 | Simen Hegstad Krüger · Norge                          | Denis Spitsov · Olympiska idrottare från Ryssland |
| Peking 2022 Detaljer...                 | Iivo Niskanen Finland                   | Aleksandr Bolsjunov Olympiska idrottare från Ryssland | Johannes Høsflot Klæbo Norge                      |

### 50 km
| Spel                                    | Guld                                                    | Silver                                                  | Brons                                             |
| Chamonix 1924 Detaljer...               | Thorleif Haug · Norge                                   | Thoralf Strømstad · Norge                               | Johan Grøttumsbråten · Norge                      |
| Sankt Moritz 1928 Detaljer...           | Per Erik Hedlund · Sverige                              | Gustaf Jonsson · Sverige                                | Volger Andersson · Sverige                        |
| Lake Placid 1932 Detaljer...            | Veli Saarinen · Finland                                 | Väinö Liikkanen · Finland                               | Arne Rustadstuen · Norge                          |
| Garmisch-Partenkirchen 1936 Detaljer... | Elis Wiklund · Sverige                                  | Axel Wikström · Sverige                                 | Nils-Joel Englund · Sverige                       |
| Sankt Moritz 1948 Detaljer...           | Nils Karlsson · Sverige                                 | Harald Eriksson · Sverige                               | Benjamin Vanninen · Finland                       |
| Oslo 1952 Detaljer...                   | Veikko Hakulinen · Finland                              | Eero Kolehmainen · Finland                              | Magnar Estenstad · Norge                          |
| Cortina d’Ampezzo 1956 Detaljer...      | Sixten Jernberg · Sverige                               | Veikko Hakulinen · Finland                              | Fjodor Terentjev · Sovjetunionen                  |
| Squaw Valley 1960 Detaljer...           | Kalevi Hämäläinen · Finland                             | Veikko Hakulinen · Finland                              | Rolf Rämgård · Sverige                            |
| Innsbruck 1964 Detaljer...              | Sixten Jernberg · Sverige                               | Assar Rönnlund · Sverige                                | Arto Tiainen · Finland                            |
| Grenoble 1968 Detaljer...               | Ole Ellefsæter · Norge                                  | Vjatjeslav Vedenin · Sovjetunionen                      | Josef Haas · Schweiz                              |
| Sapporo 1972 Detaljer...                | Pål Tyldum · Norge                                      | Magne Myrmo · Norge                                     | Vjatjeslav Vedenin · Sovjetunionen                |
| Innsbruck 1976 Detaljer...              | Ivar Formo · Norge                                      | Gert-Dietmar Klause · Östtyskland                       | Benny Södergren · Sverige                         |
| Lake Placid 1980 Detaljer...            | Nikolaj Zimjatov · Sovjetunionen                        | Juha Mieto · Finland                                    | Aleksandr Savjalov · Sovjetunionen                |
| Sarajevo 1984 Detaljer...               | Thomas Wassberg · Sverige                               | Gunde Svan · Sverige                                    | Aki Karvonen · Finland                            |
| Calgary 1988 Detaljer...                | Gunde Svan · Sverige                                    | Maurilio De Zolt · Italien                              | Andy Grünenfelder · Schweiz                       |
| Albertville 1992 Detaljer...            | Bjørn Dæhlie · Norge                                    | Maurilio De Zolt · Italien                              | Giorgio Vanzetta · Italien                        |
| Lillehammer 1994 Detaljer...            | Vladimir Smirnov · Kazakstan                            | Mika Myllylä · Finland                                  | Sture Sivertsen · Norge                           |
| Nagano 1998 Detaljer...                 | Bjørn Dæhlie · Norge                                    | Niklas Jonsson · Sverige                                | Christian Hoffmann · Österrike                    |
| Salt Lake City 2002 Detaljer...         | Michail Ivanov · Ryssland                               | Andrus Veerpalu · Estland                               | Odd-Bjørn Hjelmeset · Norge                       |
| Turin 2006 Detaljer...                  | Giorgio Di Centa · Italien                              | Jevgenij Dementjev · Ryssland                           | Michail Botvinov · Österrike                      |
| Vancouver 2010 Detaljer...              | Petter Northug · Norge                                  | Axel Teichmann · Tyskland                               | Johan Olsson · Sverige                            |
| Sotji 2014 Detaljer...                  | Alexander Legkov · Ryssland                             | Maksim Vylegzjanin · Ryssland                           | Ilja Tjernousov · Ryssland                        |
| Pyeongchang 2018 Detaljer...            | Iivo Niskanen · Finland                                 | Aleksandr Bolsjunov · Olympiska idrottare från Ryssland | Andrej Larkov · Olympiska idrottare från Ryssland |
| Peking 2022 Detaljer...                 | Aleksandr Bolsjunov · Olympiska idrottare från Ryssland | Ivan Jakimusjkin · Olympiska idrottare från Ryssland    | Simen Hegstad Krüger · Norge                      |

1. ↑  Tävlingen kortades ner till 28,4 km på grund av kraftiga vindar och mycket minusgrader.

### 4x10 km stafett
| Spel                                    | Guld                                                                                                   | Silver                                                                                               | Brons                                                                                       |
| Garmisch-Partenkirchen 1936 Detaljer... | Finland · Sulo Nurmela · Klaes Karppinen · Matti Lähde · Kalle Jalkanen                                | Norge · Oddbjørn Hagen · Olaf Hoffsbakken · Sverre Brodahl · Bjarne Iversen                          | Sverige · John Berger · Erik August Larsson · Arthur Häggblad · Martin Matsbo               |
| Sankt Moritz 1948 Detaljer...           | Sverige · Nils Östensson · Nils Täpp · Gunnar Eriksson · Martin Lundström                              | Finland · Lauri Silvennoinen · Teuvo Laukkanen · Sauli Rytky · August Kiuru                          | Norge · Erling Evensen · Olav Økern · Reidar Nyborg · Olav Hagen                            |
| Oslo 1952 Detaljer...                   | Finland · Heikki Hasu · Paavo Lonkila · Urpo Korhonen · Tapio Mäkelä                                   | Norge · Magnar Estenstad · Mikal Kirkholt · Martin Stokken · Hallgeir Brenden                        | Sverige · Nils Täpp · Sigurd Andersson · Enar Josefsson · Martin Lundström                  |
| Cortina d’Ampezzo 1956 Detaljer...      | Sovjetunionen · Fedor Terentjev · Pavel Koltjin · Nikolaj Anikin · Vladimir Kuzin                      | Finland · August Kiuru · Jorma Kortelainen · Arvo Viitanen · Veikko Hakulinen                        | Sverige · Lennart Larsson · Gunnar Samuelsson · Per-Erik Larsson · Sixten Jernberg          |
| Squaw Valley 1960 Detaljer...           | Finland · Toimi Alatalo · Eero Mäntyranta · Väinö Huhtala · Veikko Hakulinen                           | Norge · Harald Grønningen · Hallgeir Brenden · Einar Østby · Håkon Brusveen                          | Sovjetunionen · Anatolij Sjeljuchin · Gennadij Vaganov · Aleksej Kuznetsov · Nikolaj Anikin |
| Innsbruck 1964 Detaljer...              | Sverige · Karl-Åke Asph · Sixten Jernberg · Janne Stefansson · Assar Rönnlund                          | Finland · Väinö Huhtala · Arto Tiainen · Kalevi Laurila · Eero Mäntyranta                            | Sovjetunionen · Ivan Utrobin · Gennadij Vaganov · Igor Vorontjichin · Pavel Koltjin         |
| Grenoble 1968 Detaljer...               | Norge · Odd Martinsen · Pål Tyldum · Harald Grønningen · Ole Ellefsæter                                | Sverige · Jan Halvarsson · Bjarne Andersson · Gunnar Larsson · Assar Rönnlund                        | Finland · Kalevi Oikarainen · Hannu Taipale · Kalevi Laurila · Eero Mäntyranta              |
| Sapporo 1972 Detaljer...                | Sovjetunionen · Vladimir Voronkov · Jurij Skobov · Fjodor Simasjov · Vjatjeslav Vedenin                | Norge · Oddvar Brå · Pål Tyldum · Ivar Formo · Johs Harviken                                         | Schweiz · Alfred Kälin · Albert Giger · Alois Kälin · Eduard Hauser                         |
| Innsbruck 1976 Detaljer...              | Finland · Matti Pitkänen · Juha Mieto · Pertti Teurajärvi · Arto Koivisto                              | Norge · Pål Tyldum · Einar Sagstuen · Ivar Formo · Odd Martinsen                                     | Sovjetunionen · Jevgenij Beljajev · Nikolaj Bazjukov · Sergej Saveljev · Ivan Garanin       |
| Lake Placid 1980 Detaljer...            | Sovjetunionen · Vasilij Rotjev · Nikolaj Bazjukov · Jevgenij Beljajev · Nikolaj Zimjatov               | Norge · Lars-Erik Eriksen · Per Knut Aaland · Ove Aunli · Oddvar Brå                                 | Finland · Harri Kirvesniemi · Pertti Teurajärvi · Matti Pitkänen · Juha Mieto               |
| Sarajevo 1984 Detaljer...               | Sverige · Thomas Wassberg · Benny Kohlberg · Jan Ottosson · Gunde Svan                                 | Sovjetunionen · Aleksandr Batjuk · Aleksandr Savjalov · Vladimir Nikitin · Nikolaj Zimjatov          | Finland · Kari Ristanen · Juha Mieto · Harri Kirvesniemi · Aki Karvonen                     |
| Calgary 1988 Detaljer...                | Sverige · Jan Ottosson · Thomas Wassberg · Gunde Svan · Torgny Mogren                                  | Sovjetunionen · Vladimir Smirnov · Vladimir Sachnov · Michail Devjatjarov · Aleksej Prokurorov       | Tjeckoslovakien · Radim Nyč · Václav Korunka · Pavel Benc · Ladislav Švanda                 |
| Albertville 1992 Detaljer...            | Norge · Terje Langli · Vegard Ulvang · Kristen Skjeldal · Bjørn Dæhlie                                 | Italien · Giuseppe Pulie · Marco Albarello · Giorgio Vanzetta · Silvio Fauner                        | Finland · Mika Kuusisto · Harri Kirvesniemi · Jari Räsänen · Jari Isometsä                  |
| Lillehammer 1994 Detaljer...            | Italien · Maurilio De Zolt · Marco Albarello · Giorgio Vanzetta · Silvio Fauner                        | Norge · Sture Sivertsen · Vegard Ulvang · Thomas Alsgaard · Bjørn Dæhlie                             | Finland · Mika Myllylä · Harri Kirvesniemi · Jari Räsänen · Jari Isometsä                   |
| Nagano 1998 Detaljer...                 | Norge · Sture Sivertsen · Erling Jevne · Bjørn Dæhlie · Thomas Alsgaard                                | Italien · Marco Albarello · Fulvio Valbusa · Fabio Maj · Silvio Fauner                               | Finland · Harri Kirvesniemi · Mika Myllylä · Sami Repo · Jari Isometsä                      |
| Salt Lake City 2002 Detaljer...         | Norge · Anders Aukland · Frode Estil · Kristen Skjeldal · Thomas Alsgaard                              | Italien · Fabio Maj · Giorgio di Centa · Pietro Piller Cottrer · Cristian Zorzi                      | Tyskland · Jens Filbrich · Andreas Schlütter · Tobias Angerer · René Sommerfeldt            |
| Turin 2006 Detaljer...                  | Italien · Fulvio Valbusa · Giorgio di Centa · Pietro Piller Cottrer · Cristian Zorzi                   | Tyskland · Andreas Schlütter · Jens Filbrich · René Sommerfeldt · Tobias Angerer                     | Sverige · Mats Larsson · Johan Olsson · Anders Södergren · Mathias Fredriksson              |
| Vancouver 2010 Detaljer...              | Sverige · Daniel Rickardsson · Johan Olsson · Anders Södergren · Marcus Hellner                        | Norge · Martin Johnsrud Sundby · Odd-Bjørn Hjelmeset · Lars Berger · Petter Northug                  | Tjeckien · Martin Jakš · Lukáš Bauer · Jirí Magál · Martin Koukal                           |
| Sotji 2014 Detaljer...                  | Sverige Lars Nelson Daniel Rickardsson Johan Olsson Marcus Hellner                                     | Ryssland Alexander Bessmertnykh Dmitrij Japarov Aleksandr Legkov Maksim Vylegzjanin                  | Frankrike Robin Duvillard Jean Marc Gaillard Maurice Manificat Ivan Perrillat Boiteux       |
| Pyeongchang 2018 Detaljer...            | Norge Didrik Tønseth Martin Johnsrud Sundby Simen Hegstad Krüger Johannes Høsflot Klæbo                | Olympiska idrottare från Ryssland Andrej Larkov Aleksandr Bolsjunov Aleksej Tjervotkin Denis Spitsov | Frankrike Jean-Marc Gaillard Maurice Manificat Clément Parisse Adrien Backscheider          |
| Peking 2022 Detaljer...                 | Olympiska idrottare från Ryssland Aleksej Tjervotkin Aleksandr Bolsjunov Denis Spitsov Sergej Ustiugov | Norge Emil Iversen Pål Golberg Hans Christer Holund Johannes Høsflot Klæbo                           | Frankrike Richard Jouve Hugo Lapalus Clément Parisse Maurice Manificat                      |

### Jaktstart och skiathlon
| Spel                                                     | Guld                                                  | Silver                                          | Brons                           |
| 10 km klassisk intervall start + 15 km fristil jaktstart |                                                       |                                                 |                                 |
| Albertville 1992 Detaljer...                             | Bjørn Dæhlie · Norge                                  | Vegard Ulvang · Norge                           | Giorgio Vanzetta · Italien      |
| Lillehammer 1994 Detaljer...                             | Bjørn Dæhlie · Norge                                  | Vladimir Smirnov · Kazakstan                    | Silvio Fauner · Italien         |
| Nagano 1998 Detaljer...                                  | Thomas Alsgaard · Norge                               | Bjørn Dæhlie · Norge                            | Vladimir Smirnov · Kazakstan    |
| 10 km klassisk intervall start + 10 km fristil jaktstart |                                                       |                                                 |                                 |
| Salt Lake City 2002 Detaljer...                          | Thomas Alsgaard · Norge                               | Ej utdelad                                      | Per Elofsson · Sverige          |
| Salt Lake City 2002 Detaljer...                          | Frode Estil · Norge                                   | Ej utdelad                                      | Per Elofsson · Sverige          |
| Skiathlon 30 km (15 km klassisk stil och 15 km fristil)  |                                                       |                                                 |                                 |
| Turin 2006 Detaljer...                                   | Jevgenij Dementjev · Ryssland                         | Frode Estil · Norge                             | Pietro Piller Cottrer · Italien |
| Vancouver 2010 Detaljer...                               | Marcus Hellner · Sverige                              | Tobias Angerer · Tyskland                       | Johan Olsson · Sverige          |
| Sotji 2014 Detaljer...                                   | Dario Cologna · Schweiz                               | Marcus Hellner · Sverige                        | Martin Johnsrud Sundby · Norge  |
| Pyeongchang 2018 Detaljer...                             | Simen Hegstad Krüger · Norge                          | Martin Johnsrud Sundby · Norge                  | Hans Christer Holund · Norge    |
| Peking 2022 Detaljer...                                  | Aleksandr Bolsjunov Olympiska idrottare från Ryssland | Denis Spitsov Olympiska idrottare från Ryssland | Iivo Niskanen Finland           |

### Sprint
| Spel                            | Guld                           | Silver                           | Brons                                                   |
| 1.5 km fristil                  |                                |                                  |                                                         |
| Salt Lake City 2002 Detaljer... | Tor Arne Hetland · Norge       | Peter Schlickenrieder · Tyskland | Cristian Zorzi · Italien                                |
| 1.35 km fristil                 |                                |                                  |                                                         |
| Turin 2006 Detaljer...          | Björn Lind · Sverige           | Roddy Darragon · Frankrike       | Thobias Fredriksson · Sverige                           |
| 1.6 km klassisk stil            |                                |                                  |                                                         |
| Vancouver 2010 Detaljer...      | Nikita Kriukov · Ryssland      | Aleksandr Panzjinskij · Ryssland | Petter Northug · Norge                                  |
| 1.8 km fristil                  |                                |                                  |                                                         |
| Sotji 2014 Detaljer...          | Ola Vigen Hattestad · Norge    | Teodor Peterson · Sverige        | Emil Jönsson · Sverige                                  |
| Klassisk stil                   |                                |                                  |                                                         |
| Pyeongchang 2018 Detaljer...    | Johannes Høsflot Klæbo · Norge | Federico Pellegrino · Italien    | Aleksandr Bolsjunov · Olympiska idrottare från Ryssland |
| Fristil                         |                                |                                  |                                                         |
| Peking 2022 Detaljer...         | Johannes Høsflot Klæbo Norge   | Federico Pellegrino Italien      | Alexander Terentjev Olympiska idrottare från Ryssland   |

### Sprintstafett
| Spel                         | Guld                                                    | Silver                                                                  | Brons                                                                          |
| Turin 2006 Detaljer...       | Thobias Fredriksson · Björn Lind · Sverige              | Jens Arne Svartedal · Tor Arne Hetland · Norge                          | Ivan Alypov · Vasilij Rotjev · Ryssland                                        |
| Vancouver 2010 Detaljer...   | Øystein Pettersen · Petter Northug · Norge              | Tim Tscharnke · Axel Teichmann · Tyskland                               | Nikolaj Morilov · Aleksej Petuchov · Ryssland                                  |
| Sotji 2014 Detaljer...       | Iivo Niskanen · Sami Jauhojärvi · Finland               | Maksim Vylegzjanin · Nikita Kriukov · Ryssland                          | Emil Jönsson · Teodor Peterson · Sverige                                       |
| Pyeongchang 2018 Detaljer... | Martin Johnsrud Sundby · Johannes Høsflot Klæbo · Norge | Denis Spitsov · Aleksandr Bolsjunov · Olympiska idrottare från Ryssland | Maurice Manificat · Richard Jouve · Frankrike                                  |
| Peking 2022 Detaljer...      | Erik Valnes · Johannes Høsflot Klæbo · Norge            | Iivo Niskanen · Joni Mäki · Finland                                     | Aleksandr Bolsjunov · Aleksander Terentjev · Olympiska idrottare från Ryssland |

## Damer

### 10 km
| Spel                               | Guld                                    | Silver                                  | Brons                                   |
| Oslo 1952 Detaljer...              | Lydia Wideman · Finland                 | Mirja Hietamies · Finland               | Siiri Rantanen · Finland                |
| Cortina d’Ampezzo 1956 Detaljer... | Ljubov Kozyreva · Sovjetunionen         | Radja Jerosjina · Sovjetunionen         | Sonja Edström · Sverige                 |
| Squaw Valley 1960 Detaljer...      | Maria Gusakova · Sovjetunionen          | Ljubov Kozyreva · Sovjetunionen         | Radja Jerosjina · Sovjetunionen         |
| Innsbruck 1964 Detaljer...         | Klavdia Bojarskich · Sovjetunionen      | Jevdokia Meksjilo · Sovjetunionen       | Maria Gusakova · Sovjetunionen          |
| Grenoble 1968 Detaljer...          | Toini Gustafsson · Sverige              | Berit Mørdre Lammedal · Norge           | Inger Aufles · Norge                    |
| Sapporo 1972 Detaljer...           | Galina Kulakova · Sovjetunionen         | Alevtina Oljunina · Sovjetunionen       | Marjatta Kajosmaa · Finland             |
| Innsbruck 1976 Detaljer...         | Raisa Smetanina · Sovjetunionen         | Helena Takalo · Finland                 | Galina Kulakova · Sovjetunionen         |
| Lake Placid 1980 Detaljer...       | Barbara Petzold · Östtyskland           | Hilkka Riihivuori · Finland             | Helena Takalo · Finland                 |
| Sarajevo 1984 Detaljer...          | Marja-Liisa Hämälainen · Finland        | Raisa Smetanina · Sovjetunionen         | Britt Pettersen · Norge                 |
| Calgary 1988 Detaljer...           | Vida Vencienė · Sovjetunionen           | Raisa Smetanina · Sovjetunionen         | Marjo Matikainen · Finland              |
| 1992-1998                          | Inte en del av det olympiska programmet | Inte en del av det olympiska programmet | Inte en del av det olympiska programmet |
| Salt Lake City 2002 Detaljer...    | Bente Skari · Norge                     | Julia Tjepalova · Ryssland              | Stefania Belmondo · Italien             |
| Turin 2006 Detaljer...             | Kristina Šmigun · Estland               | Marit Bjørgen · Norge                   | Hilde G. Pedersen · Norge               |
| Vancouver 2010 Detaljer...         | Charlotte Kalla · Sverige               | Kristina Šmigun · Estland               | Marit Bjørgen · Norge                   |
| Sotji 2014 Detaljer...             | Justyna Kowalczyk · Polen               | Charlotte Kalla · Sverige               | Therese Johaug · Norge                  |
| Pyeongchang 2018 Detaljer...       | Ragnhild Haga · Norge                   | Charlotte Kalla · Sverige               | Marit Bjørgen · Norge                   |
| Pyeongchang 2018 Detaljer...       | Ragnhild Haga · Norge                   | Charlotte Kalla · Sverige               | Krista Pärmäkoski · Finland             |
| Peking 2022 Detaljer...            | Therese Johaug · Norge                  | Kerttu Niskanen · Finland               | Krista Pärmäkoski · Finland             |

### 3x5 och 4x5 km stafett
| Spel                               | Guld | Silver                                                                               | Brons |
| 3x5 km stafett                     | |                                                                                      | |
| Cortina d’Ampezzo 1956 Detaljer... | Finland · Sirkka Polkunen · Mirja Hietamies · Siiri Rantanen                                            | Sovjetunionen · Ljubov Kozyreva · Alevtina Koltjina · Radja Jerosjina                | Sverige · Irma Johansson · Anna-Lisa Eriksson · Sonja Edström                                              |
| Squaw Valley 1960 Detaljer...      | Sverige · Irma Johansson · Britt Strandberg · Sonja Ruthström-Edström                                   | Sovjetunionen · Radja Jerosjina · Maria Gusakova · Ljubov Kozyreva                   | Finland · Siiri Rantanen · Eeva Ruoppa · Toini Pöysti                                                      |
| Innsbruck 1964 Detaljer...         | Sovjetunionen · Alevtina Koltjina · Jevdokia Meksjilo · Klavdija Bojarskich                             | Sverige · Barbro Martinsson · Britt Strandberg · Toini Gustafsson                    | Finland · Senja Pusula · Toini Pöysti · Mirja Lehtonen                                                     |
| Grenoble 1968 Detaljer...          | Norge · Inger Aufles · Babben Enger Damon · Berit Mørdre Lammedal                                       | Sverige · Britt Strandberg · Toini Gustafsson · Barbro Martinsson                    | Sovjetunionen · Alevtina Koltjina · Rita Atjkina · Galina Kulakova                                         |
| Sapporo 1972 Detaljer...           | Sovjetunionen · Lyubov Mukhachyova · Alevtina Oljunina · Galina Kulakova                                | Finland · Helena Takalo · Hilkka Riihivuori · Marjatta Kajosmaa                      | Norge · Inger Aufles · Aslaug Dahl · Berit Mørdre                                                          |
| 4x5 km stafett                     | |                                                                                      | |
| Innsbruck 1976 Detaljer...         | Sovjetunionen · Nina Fyodorova · Zinaida Amosova · Raisa Smetanina · Galina Kulakova                    | Finland · Liisa Suihkonen · Marjatta Kajosmaa · Hilkka Riihivuori · Helena Takalo    | Östtyskland · Monika Debertshäuser · Sigrun Krause · Barbara Petzold · Veronika Hesse                      |
| Lake Placid 1980 Detaljer...       | Östtyskland · Marlies Rostock · Carola Anding · Veronika Schmidt · Barbara Petzold                      | Sovjetunionen · Nina Fyodorova · Nina Rotjeva · Galina Kulakova · Raisa Smetanina    | Norge · Britt Pettersen · Anette Bøe · Marit Myrmæl · Berit Aunli                                          |
| Sarajevo 1984 Detaljer...          | Norge · Inger Helene Nybråten · Anne Jahren · Britt Pettersen · Berit Aunli                             | Tjeckoslovakien · Dagmar Švubová · Blanka Paulů · Gabriela Svobodová · Květa Jeriová | Finland · Pirkko Määttä · Eija Hyytiäinen · Marjo Matikainen · Marja-Liisa Kirvesniemi                     |
| Calgary 1988 Detaljer...           | Sovjetunionen · Svetlana Nagejkina · Nina Gavriljuk · Tamara Tichonova · Anfisa Reztsova                | Norge · Trude Dybendahl · Marit Wold · Anne Jahren · Marianne Dahlmo                 | Finland · Pirkko Määttä · Marja-Liisa Kirvesniemi · Marjo Matikainen · Jaana Savolainen                    |
| Albertville 1992 Detaljer...       | OSS · Jelena Välbe · Raisa Smetanina · Larisa Lazutina · Ljubov Jegorova                                | Norge · Solveig Pedersen · Inger Helene Nybråten · Trude Dybendahl · Elin Nilsen     | Italien · Bice Vanzetta · Manuela Di Centa · Gabriella Paruzzi · Stefania Belmondo                         |
| Lillehammer 1994 Detaljer...       | Ryssland · Jelena Välbe · Larisa Lazutina · Nina Gavriljuk · Ljubov Jegorova                            | Norge · Trude Dybendahl · Inger Helene Nybråten · Elin Nilsen · Anita Moen           | Italien · Bice Vanzetta · Manuela Di Centa · Gabriella Paruzzi · Stefania Belmondo                         |
| Nagano 1998 Detaljer...            | Ryssland · Nina Gavriljuk · Olga Danilova · Jelena Välbe · Larisa Lazutina                              | Norge · Bente Martinsen · Marit Mikkelsplass · Elin Nilsen · Anita Moen-Guidon       | Italien · Karin Moroder · Gabriella Paruzzi · Manuela Di Centa · Stefania Belmondo                         |
| Salt Lake City 2002 Detaljer...    | Tyskland · Manuela Henkel · Viola Bauer · Claudia Künzel · Evi Sachenbacher-Stehle                      | Norge · Marit Bjørgen · Bente Skari · Hilde G. Pedersen · Anita Moen                 | Schweiz · Andrea Huber · Laurence Rochat · Brigitte Albrecht-Lorétan · Brigitte Albrecht-Lorétan           |
| Turin 2006 Detaljer...             | Ryssland · Natalia Baranova-Masolkina · Larisa Kurkina · Julia Tjepalova · Jevgenija Medvedeva-Arbuzova | Tyskland · Stefanie Böhler · Viola Bauer · Evi Sachenbacher-Stehle · Claudia Künzel  | Italien · Arianna Follis · Gabriella Paruzzi · Antonella Confortola · Sabina Valbusa                       |
| Vancouver 2010 Detaljer...         | Norge · Vibeke Skofterud · Therese Johaug · Kristin Størmer Steira · Marit Bjørgen                      | Tyskland · Katrin Zeller · Evi Sachenbacher-Stehle · Miriam Gössner · Claudia Nystad | Finland · Pirjo Muranen · Virpi Kuitunen · Riitta-Liisa Roponen · Aino-Kaisa Saarinen                      |
| Sotji 2014 Detaljer...             | Sverige Ida Ingemarsdotter Emma Wikén Anna Haag Charlotte Kalla                                         | Finland Anne Kyllönen Aino-Kaisa Saarinen Kerttu Niskanen Krista Lähteenmäki         | Tyskland Nicole Fessel Stefanie Böhler Claudia Nystad Denise Herrmann                                      |
| Pyeongchang 2018 Detaljer...       | Norge Ingvild Flugstad Østberg Astrid Uhrenholdt Jacobsen Ragnhild Haga Marit Bjørgen                   | Sverige Anna Haag Charlotte Kalla Ebba Andersson Stina Nilsson                       | Olympiska idrottare från Ryssland Natalja Neprjajeva Julia Belorukova Anastasija Sedova Anna Netjajevskaja |
| Peking 2022 Detaljer...            | Olympiska idrottare från Ryssland Julia Stupak Natalja Neprjajeva Tatjana Sorina Veronika Stepanova     | Tyskland Katherine Sauerbrey Katharina Hennig Victoria Carl Sofie Krehl              | Sverige Maja Dahlqvist Ebba Andersson Frida Karlsson Jonna Sundling                                        |

### 20 km och 30 km
| Spel                            | Guld                              | Silver                          | Brons                             |
| 20 km                           |                                   |                                 |                                   |
| Sarajevo 1984 Detaljer...       | Marja-Liisa Kirvesniemi · Finland | Raisa Smetanina · Sovjetunionen | Anne Jahren · Norge               |
| Calgary 1988 Detaljer...        | Tamara Tichonova · Sovjetunionen  | Anfisa Reztsova · Sovjetunionen | Raisa Smetanina · Sovjetunionen   |
| 30 km                           |                                   |                                 |                                   |
| Albertville 1992 Detaljer...    | Stefania Belmondo · Italien       | Ljubov Jegorova · OSS           | Jelena Välbe · OSS                |
| Lillehammer 1994 Detaljer...    | Manuela Di Centa · Italien        | Marit Wold · Norge              | Marja-Liisa Kirvesniemi · Finland |
| Nagano 1998 Detaljer...         | Julia Tjepalova · Ryssland        | Stefania Belmondo · Italien     | Larisa Lazutina · Ryssland        |
| Salt Lake City 2002 Detaljer... | Gabriella Paruzzi · Italien       | Stefania Belmondo · Italien     | Bente Skari · Norge               |
| Turin 2006 Detaljer...          | Kateřina Neumannová · Tjeckien    | Julia Tjepalova · Ryssland      | Justyna Kowalczyk · Polen         |
| Vancouver 2010 Detaljer...      | Justyna Kowalczyk · Polen         | Marit Bjørgen · Norge           | Aino-Kaisa Saarinen · Finland     |
| Sotji 2014 Detaljer...          | Marit Bjørgen · Norge             | Therese Johaug · Norge          | Kristin Størmer Steira · Norge    |
| Pyeongchang 2018 Detaljer...    | Marit Bjørgen · Norge             | Krista Pärmäkoski · Finland     | Stina Nilsson · Sverige           |
| Peking 2022 Detaljer...         | Therese Johaug · Norge            | Jessie Diggins · USA            | Kerttu Niskanen · Finland         |

### Jaktstart och skiathlon
| Spel                                                      | Guld                       | Silver                                               | Brons                          |
| 5 km klassisk intervall start + 10 km fristil jaktstart   |                            |                                                      |                                |
| Albertville 1992 Detaljer...                              | Ljubov Jegorova · OSS      | Stefania Belmondo · Italien                          | Jelena Välbe · OSS             |
| Lillehammer 1994 Detaljer...                              | Ljubov Jegorova · Ryssland | Manuela Di Centa · Italien                           | Stefania Belmondo · Italien    |
| Nagano 1998 Detaljer...                                   | Larisa Lazutina · Ryssland | Olga Danilova · Ryssland                             | Kateřina Neumannová · Tjeckien |
| 5 km klassisk intervall start + 5 km fristil jaktstart    |                            |                                                      |                                |
| Salt Lake City 2002 Detaljer...                           | Beckie Scott · Kanada      | Kateřina Neumannová · Tjeckien                       | Viola Bauer · Tyskland         |
| Skiathlon 15 km (7.5 km klassisk stil och 7.5 km fristil) |                            |                                                      |                                |
| Turin 2006 Detaljer...                                    | Kristina Šmigun · Estland  | Kateřina Neumannová · Tjeckien                       | Jevgenija Medvedeva · Ryssland |
| Vancouver 2010 Detaljer...                                | Marit Bjørgen · Norge      | Anna Haag · Sverige                                  | Justyna Kowalczyk · Polen      |
| Sotji 2014 Detaljer...                                    | Marit Bjørgen · Norge      | Charlotte Kalla · Sverige                            | Heidi Weng · Norge             |
| Pyeongchang 2018 Detaljer...                              | Charlotte Kalla · Sverige  | Marit Bjørgen · Norge                                | Krista Pärmäkoski · Finland    |
| Peking 2022 Detaljer...                                   | Therese Johaug · Norge     | Natalja Neprjajeva Olympiska idrottare från Ryssland | Teresa Stadlober · Österrike   |

### Sprint
| Spel                            | Guld                           | Silver                           | Brons                                                |
| 1.5 km fristil                  |                                |                                  |                                                      |
| Salt Lake City 2002 Detaljer... | Julia Tjepalova · Ryssland     | Evi Sachenbacher · Tyskland      | Anita Moen · Norge                                   |
| 1.1 km fristil                  |                                |                                  |                                                      |
| Turin 2006 Detaljer...          | Chandra Crawford · Kanada      | Claudia Künzel · Tyskland        | Alena Sidko · Ryssland                               |
| 1.1 km klassisk stil            |                                |                                  |                                                      |
| Vancouver 2010 Detaljer...      | Marit Bjørgen · Norge          | Justyna Kowalczyk · Polen        | Petra Majdič · Slovenien                             |
| 1.3 km fristil                  |                                |                                  |                                                      |
| Sotji 2014 Detaljer...          | Maiken Caspersen Falla · Norge | Ingvild Flugstad Østberg · Norge | Vesna Fabjan · Slovenien                             |
| 1.25 km klassisk stil           |                                |                                  |                                                      |
| Pyeongchang 2018 Detaljer...    | Stina Nilsson · Sverige        | Maiken Caspersen Falla · Norge   | Julia Belorukova · Olympiska idrottare från Ryssland |
| Fristil                         |                                |                                  |                                                      |
| Peking 2022 Detaljer...         | Jonna Sundling · Sverige       | Maja Dahlqvist · Sverige         | Jessie Diggins · USA                                 |

### Sprintstafett
| Spel                         | Guld                                                    | Silver                                          | Brons                                                             |
| Turin 2006 Detaljer...       | Lina Andersson · och Anna Dahlberg · Sverige            | Sara Renner · och Beckie Scott · Kanada         | Aino Kaisa Saarinen · och Virpi Kuitunen · Finland                |
| Vancouver 2010 Detaljer...   | Evi Sachenbacher-Stehle · och Claudia Nystad · Tyskland | Charlotte Kalla · och Anna Haag · Sverige       | Irina Chazova · och Natalia Korosteleva · Ryssland                |
| Sotji 2014 Detaljer...       | Ingvild Flugstad Østberg · Marit Bjørgen · Norge        | Aino-Kaisa Saarinen · Kerttu Niskanen · Finland | Ida Ingemarsdotter · Stina Nilsson · Sverige                      |
| Pyeongchang 2018 Detaljer... | Kikkan Randall · Jessie Diggins · USA                   | Charlotte Kalla · Stina Nilsson · Sverige       | Marit Bjørgen · Maiken Caspersen Falla · Norge                    |
| Peking 2022 Detaljer...      | Katharina Hennig · Victoria Carl · Tyskland             | Jonna Sundling · Maja Dahlqvist · Sverige       | Julia Stupak Natalja Neprjajeva Olympiska idrottare från Ryssland |

## Borttagna

### 10 km herrar
| Spel                         | Guld                  | Silver                       | Brons                      |
| Albertville 1992 Detaljer... | Vegard Ulvang · Norge | Marco Albarello · Italien    | Christer Majbäck · Sverige |
| Lillehammer 1994 Detaljer... | Bjørn Dæhlie · Norge  | Vladimir Smirnov · Kazakstan | Marco Albarello · Italien  |
| Nagano 1998 Detaljer...      | Bjørn Dæhlie · Norge  | Markus Gandler · Österrike   | Mika Myllylä · Finland     |

### 30 km herrar
| Spel                               | Guld                                | Silver                             | Brons                             |
| Cortina d’Ampezzo 1956 Detaljer... | Veikko Hakulinen · Finland          | Sixten Jernberg · Sverige          | Pavel Koltjin · Sovjetunionen     |
| Squaw Valley 1960 Detaljer...      | Sixten Jernberg · Sverige           | Rolf Rämgård · Sverige             | Nikolaj Anikin · Sovjetunionen    |
| Innsbruck 1964 Detaljer...         | Eero Mäntyranta · Finland           | Harald Grønningen · Norge          | Igor Vorontjichin · Sovjetunionen |
| Grenoble 1968 Detaljer...          | Franco Nones · Italien              | Odd Martinsen · Norge              | Eero Mäntyranta · Finland         |
| Sapporo 1972 Detaljer...           | Vjatsjeslav Vedenin · Sovjetunionen | Pål Tyldum · Norge                 | Johs Harviken · Norge             |
| Innsbruck 1976 Detaljer...         | Sergej Saveljev · Sovjetunionen     | Bill Koch · USA                    | Ivan Garanin · Sovjetunionen      |
| Lake Placid 1980 Detaljer...       | Nikolaj Zimjatov · Sovjetunionen    | Vasilij Rotjev · Sovjetunionen     | Ivan Lebanov · Bulgarien          |
| Sarajevo 1984 Detaljer...          | Nikolaj Zimjatov · Sovjetunionen    | Aleksandr Savjalov · Sovjetunionen | Gunde Svan · Sverige              |
| Calgary 1988 Detaljer...           | Aleksej Prokurorov · Sovjetunionen  | Vladimir Smirnov · Sovjetunionen   | Vegard Ulvang · Norge             |
| Albertville 1992 Detaljer...       | Vegard Ulvang · Norge               | Bjørn Dæhlie · Norge               | Terje Langli · Norge              |
| Lillehammer 1994 Detaljer...       | Thomas Alsgaard · Norge             | Bjørn Dæhlie · Norge               | Mika Myllylä · Finland            |
| Nagano 1998 Detaljer...            | Mika Myllylä · Finland              | Erling Jevne · Norge               | Silvio Fauner · Italien           |
| Salt Lake City 2002 Detaljer...    | Christian Hoffmann · Österrike      | Mikhail Botvinov · Österrike       | Kristen Skjeldal · Norge          |

### 5 km damer
| Spel                         | Guld                                | Silver                           | Brons                             |
| Innsbruck 1964 Detaljer...   | Klavdija Bojarskich · Sovjetunionen | Mirja Lehtonen · Finland         | Alevtina Koltjina · Sovjetunionen |
| Grenoble 1968 Detaljer...    | Toini Gustafsson · Sverige          | Galina Kulakova · Sovjetunionen  | Alevtina Koltjina · Sovjetunionen |
| Sapporo 1972 Detaljer...     | Galina Kulakova · Sovjetunionen     | Marjatta Kajosmaa · Finland      | Helena Šikolová · Tjeckien        |
| Innsbruck 1976 Detaljer...   | Helena Takalo · Finland             | Raisa Smetanina · Sovjetunionen  | Nina Fyodorova · Sovjetunionen    |
| Lake Placid 1980 Detaljer... | Raisa Smetanina · Sovjetunionen     | Hilkka Riihivuori · Finland      | Květa Jeriová · Tjeckoslovakien   |
| Sarajevo 1984 Detaljer...    | Marja-Liisa Hämälainen · Finland    | Berit Aunli · Norge              | Květa Jeriová · Tjeckoslovakien   |
| Calgary 1988 Detaljer...     | Marjo Matikainen · Finland          | Tamara Tichonova · Sovjetunionen | Vida Vencienė · Sovjetunionen     |
| Albertville 1992 Detaljer... | Marjut Lukkarinen · Finland         | Ljubov Jegorova · OSS            | Jelena Välbe · OSS                |
| Lillehammer 1994 Detaljer... | Ljubov Jegorova · Ryssland          | Manuela Di Centa · Italien       | Marja-Liisa Kirvesniemi · Finland |
| Nagano 1998 Detaljer...      | Larisa Lazutina · Ryssland          | Kateřina Neumannová · Tjeckien   | Bente Martinsen · Norge           |

### 15 km damer
| Spel                            | Guld                        | Silver                         | Brons                      |
| Albertville 1992 Detaljer...    | Ljubov Jegorova · OSS       | Marjut Lukkarinen · Finland    | Jelena Välbe · OSS         |
| Lillehammer 1994 Detaljer...    | Manuela Di Centa · Italien  | Ljubov Jegorova · Ryssland     | Nina Gavriljuk · Ryssland  |
| Nagano 1998 Detaljer...         | Olga Danilova · Ryssland    | Larisa Lazutina · Ryssland     | Anita Moen-Guidon · Norge  |
| Salt Lake City 2002 Detaljer... | Stefania Belmondo · Italien | Kateřina Neumannová · Tjeckien | Julia Tjepalova · Ryssland |